# Clasificación para la Eurocopa 1964
La clasificación para la Eurocopa 1964 se disputó entre los años 1962 y 1964. Se desarrolló por completo en un sistema de partidos eliminatorios. Hasta los cuartos de final los equipos jugaron entre sí dos partidos en casa y fuera. Participaron veintinueve selecciones. Las de la Unión Soviética, Austria y Luxemburgo quedaron exentas de disputar la primera ronda. Los últimos cuatro equipos se reunieron en un país anfitrión del torneo final que se determinó después de que los cuatro participantes se habían clasificado.

## Fase preliminar
| 10 de octubre de 1962, 15:30 | Polonia | 0:2 (0:1) | Irlanda del Norte       | Estadio de Silesia, Chorzów                                              |                                                                          |
|                              |         | Reporte   | Dougan 8' Humphries 54' | Asistencia: 31.500 espectadores Árbitro(s): Bertil Wilhelm Lööw (Suecia) | Asistencia: 31.500 espectadores Árbitro(s): Bertil Wilhelm Lööw (Suecia) |

| 28 de noviembre de 1962, 19:45               | Irlanda del Norte      | 2:0 (1:0) | Polonia | Windsor Park, Belfast                                             |                                                                   |
|                                              | Crossan 8' Bingham 63' | Reporte   |         | Asistencia: 28.833 espectadores Árbitro(s): Dittmar Huber (Suiza) | Asistencia: 28.833 espectadores Árbitro(s): Dittmar Huber (Suiza) |
| Irlanda del Norte ganó por 4-0 en el global. |                        |           |         |                                                                   |                                                                   |

| 1 de noviembre de 1962, 20:45 | España                                                              | 6:0 (4:0) | Rumania | Estadio Santiago Bernabéu, Madrid                                     |                                                                       |
|                               | Guillot 7', 27', 70' Veloso 9' Collar 17' Ion Nunweiller 81' (a.g.) | Reporte   |         | Asistencia: 45.000 espectadores Árbitro(s): Kevin Howley (Inglaterra) | Asistencia: 45.000 espectadores Árbitro(s): Kevin Howley (Inglaterra) |

| 25 de noviembre de 1962, 13:00    | Rumania                               | 3:1 (2:0) | España     | Estadio del 23 de agosto, Bucarest                                    |                                                                       |
|                                   | Tătaru 2' Manolache 8' Constantin 61' | Reporte   | Veloso 70' | Asistencia: 72.762 espectadores Árbitro(s): Georgios Pelomis (Grecia) | Asistencia: 72.762 espectadores Árbitro(s): Georgios Pelomis (Grecia) |
| España ganó por 7-3 en el global. |                                       |           |            |                                                                       |                                                                       |

| 12 de agosto de 1962, 15:00 | Irlanda                                 | 4:2 (2:1) | Islandia         | Dalymount Park, Dublín                                                  |                                                                         |
|                             | Tuohy 11' Fogarty 40' Cantwell 65', 76' | Reporte   | Jónsson 37', 86' | Asistencia: 19.848 espectadores Árbitro(s): Robert Ernest Smith (Gales) | Asistencia: 19.848 espectadores Árbitro(s): Robert Ernest Smith (Gales) |

| 2 de septiembre de 1962, 16:30     | Islandia    | 1:1 (0:1) | Irlanda   | Laugardalsvöllur, Reikiavik                                         |                                                                     |
|                                    | Árnason 59' | Reporte   | Tuohy 38' | Asistencia: 9.014 espectadores Árbitro(s): Birger Nielsen (Noruega) | Asistencia: 9.014 espectadores Árbitro(s): Birger Nielsen (Noruega) |
| Irlanda ganó por 5-3 en el global. |             |           |           |                                                                     |                                                                     |

| 7 de noviembre de 1962, 14:00 | Hungría                        | 3:1 (2:1) | Gales      | Népstadion, Budapest                                              |                                                                   |
|                               | Albert 5' Tichy 34' Sándor 48' | Reporte   | Medwin 19' | Asistencia: 40.000 espectadores Árbitro(s): Józef Kowal (Polonia) | Asistencia: 40.000 espectadores Árbitro(s): Józef Kowal (Polonia) |

| 20 de marzo de 1963, 19:15         | Gales         | 1:1 (1:0) | Hungría       | Ninian Park, Cardiff                                                |                                                                     |
|                                    | Jones 23' (p) | Reporte   | Tichy 77' (p) | Asistencia: 30.413 espectadores Árbitro(s): John Spillane (Irlanda) | Asistencia: 30.413 espectadores Árbitro(s): John Spillane (Irlanda) |
| Hungría ganó por 4-2 en el global. |               |           |               |                                                                     |                                                                     |

| 21 de noviembre de 1962, 14:00 | Alemania Democrática        | 2:1 (0:0) | Checoslovaquia | Walter-Ulbricht-Stadion, Berlín Este                                         |                                                                              |
|                                | Erler 60' Liebrecht 80' (p) | Reporte   | Kučera 90'     | Asistencia: 22.077 espectadores Árbitro(s): Serguei Alimov (Unión Soviética) | Asistencia: 22.077 espectadores Árbitro(s): Serguei Alimov (Unión Soviética) |

| 31 de marzo de 1963, 15:30                      | Checoslovaquia | 1:1 (0:0) | Alemania Democrática | Estadio Strahov, Praga                                             |                                                                    |
|                                                 | Mašek 66'      | Reporte   | Ducke 85'            | Asistencia: 19.504 espectadores Árbitro(s): Károly Balla (Hungría) | Asistencia: 19.504 espectadores Árbitro(s): Károly Balla (Hungría) |
| Alemania Democrática ganó por 3-2 en el global. |                |           |                      |                                                                    |                                                                    |

| 3 de octubre de 1962, 19:45 | Inglaterra      | 1:1 (0:1) | Francia   | Estadio Hillsborough, Sheffield                                      |                                                                      |
|                             | Flowers 57' (p) | Reporte   | Goujon 8' | Asistencia: 22.077 espectadores Árbitro(s): Frede Hansen (Dinamarca) | Asistencia: 22.077 espectadores Árbitro(s): Frede Hansen (Dinamarca) |

| 27 de febrero de 1963, 20:45       | Francia                                     | 5:2 (3:0) | Inglaterra             | Parque de los Príncipes, París                                                      |                                                                                     |
|                                    | Wisnieski 3', 75' Douis 32' Cossou 43', 82' | Reporte   | Smith 57' Tambling 74' | Asistencia: 23.986 espectadores Árbitro(s): Josef Kandlbinder (Alemania Occidental) | Asistencia: 23.986 espectadores Árbitro(s): Josef Kandlbinder (Alemania Occidental) |
| Francia ganó por 6-3 en el global. |                                             |           |                        |                                                                                     |                                                                                     |

|  | Albania | w.o.    | Grecia |  |  |
|  |         | Reporte |        |  |  |

|                                 | Grecia | w.o.    | Albania |  |  |
|                                 |        | Reporte |         |  |  |
| Albania clasificó por Walkover. |        |         |         |  |  |

| 28 de junio de 1962, 19:00 | Dinamarca                                                    | 6:1 (3:0) | Malta        | Idrætsparken, Copenague                                                  |                                                                          |
|                            | O. Madsen 9', 14', 49' Clausen 22' Enoksen 71' Bertelsen 80' | Reporte   | Theobald 57' | Asistencia: 10.622 espectadores Árbitro(s): Pieter Roomer (Países Bajos) | Asistencia: 10.622 espectadores Árbitro(s): Pieter Roomer (Países Bajos) |

| 8 de diciembre de 1962, 14:00        | Malta      | 1:3 (1:2) | Dinamarca                                    | Estadio Imperial, Gżira                                         |                                                                 |
|                                      | Urpani 39' | Reporte   | O. Madsen 14' Christiansen 42' Bertelsen 47' | Asistencia: 6.987 espectadores Árbitro(s): Raoul Righi (Italia) | Asistencia: 6.987 espectadores Árbitro(s): Raoul Righi (Italia) |
| Dinamarca ganó por 9-2 en el global. |            |           |                                              |                                                                 |                                                                 |

| 11 de noviembre de 1962, 14:30 | Países Bajos                           | 3:1 (1:1) | Suiza      | Estadio Olímpico de Ámsterdam, Ámsterdam                                        |                                                                                 |
|                                | van der Linden 11' Swart 74' Groot 76' | Reporte   | Hertig 42' | Asistencia: 64.350 espectadores Árbitro(s): Joaquim Fernandes Campos (Portugal) | Asistencia: 64.350 espectadores Árbitro(s): Joaquim Fernandes Campos (Portugal) |

| 31 de marzo de 1963, 15:00              | Suiza        | 1:1 (1:1) | Países Bajos | Wankdorfstadion, Berna                                                              |                                                                                     |
|                                         | Allemann 37' | Reporte   | Kruiver 6'   | Asistencia: 31.794 espectadores Árbitro(s): Josef Kandlbinder (Alemania Occidental) | Asistencia: 31.794 espectadores Árbitro(s): Josef Kandlbinder (Alemania Occidental) |
| Países Bajos ganó por 4-2 en el global. |              |           |              |                                                                                     |                                                                                     |

| 2 de diciembre de 1962, 14:30 | Italia                                     | 6:0 (4:0) | Turquía | Stadio Comunale, Bolonia                                                |                                                                         |
|                               | Rivera 15', 47' Orlando 22', 29', 35', 85' | Reporte   |         | Asistencia: 26.553 espectadores Árbitro(s): Lucien Van Nuffel (Bélgica) | Asistencia: 26.553 espectadores Árbitro(s): Lucien Van Nuffel (Bélgica) |

| 27 de marzo de 1963, 13:30        | Turquía | 0:1 (0:0) | Italia      | Estadio Mithat Paşa, Estambul                                            |                                                                          |
|                                   |         | Reporte   | Sormani 86' | Asistencia: 27.290 espectadores Árbitro(s): Dimitar Rumenchev (Bulgaria) | Asistencia: 27.290 espectadores Árbitro(s): Dimitar Rumenchev (Bulgaria) |
| Italia ganó por 7-0 en el global. |         |           |             |                                                                          |                                                                          |

| 21 de junio de 1962, 19:15 | Noruega | 0:2 (0:2) | Suecia              | Ullevaal Stadion, Oslo                                               |                                                                      |
|                            |         | Reporte   | Martinsson 10', 40' | Asistencia: 28.249 espectadores Árbitro(s): Gilbert Bowman (Escocia) | Asistencia: 28.249 espectadores Árbitro(s): Gilbert Bowman (Escocia) |

| 4 de noviembre de 1962, 13:00     | Suecia       | 1:1 (0:0) | Noruega   | Estadio de Malmö, Malmö                                                           |                                                                                   |
|                                   | Eriksson 49' | Reporte   | Krogh 60' | Asistencia: 8.726 espectadores Árbitro(s): Werner Bergmann (Alemania Democrática) | Asistencia: 8.726 espectadores Árbitro(s): Werner Bergmann (Alemania Democrática) |
| Suecia ganó por 3-1 en el global. |              |           |           |                                                                                   |                                                                                   |

| 4 de noviembre de 1962, 14:15 | Yugoslavia                       | 3:2 (2:1) | Bélgica                 | Estadio Partizan, Belgrado                                                   |                                                                              |
|                               | Skoblar 12', 32' (p) Vasović 89' | Reporte   | Stockman 26' Jurion 58' | Asistencia: 35.000 espectadores Árbitro(s): Alois Obtulovič (Checoslovaquia) | Asistencia: 35.000 espectadores Árbitro(s): Alois Obtulovič (Checoslovaquia) |

| 31 de marzo de 1963, 16:00            | Bélgica | 0:1 (0:1) | Yugoslavia | Estadio de Heysel, Bruselas                                                         |                                                                                     |
|                                       |         | Reporte   | Galić 21'  | Asistencia: 24.583 espectadores Árbitro(s): José Vicente Caballero Camacho (España) | Asistencia: 24.583 espectadores Árbitro(s): José Vicente Caballero Camacho (España) |
| Yugoslavia ganó por 4-2 en el global. |         |           |            |                                                                                     |                                                                                     |

| 7 de noviembre de 1962, 13:00 | Bulgaria                    | 3:1 (0:0) | Portugal    | Estadio Nacional Vasil Levski, Sofía                                |                                                                     |
|                               | Asparuhov 65', 76' Diev 84' | Reporte   | Eusébio 49' | Asistencia: 31.318 espectadores Árbitro(s): Semih Zoroglu (Turquía) | Asistencia: 31.318 espectadores Árbitro(s): Semih Zoroglu (Turquía) |

| 16 de diciembre de 1962, 21:00                                               | Portugal                   | 3:1 (2:0) | Bulgaria  | Estádio do Restelo, Lisboa                                           |                                                                      |
|                                                                              | Hernâni 4', 26' Coluna 53' | Reporte   | Iliev 83' | Asistencia: 25.836 espectadores Árbitro(s): Henri Faucheux (Francia) | Asistencia: 25.836 espectadores Árbitro(s): Henri Faucheux (Francia) |
| Portugal y Bulgaria empataron 4-4. Desempate el 23 de enero de 1963 en Roma. |                            |           |           |                                                                      |                                                                      |

| 23 de enero de 1963, 14:30                       | Bulgaria      | 1:0 (0:0) | Portugal | Estadio Olímpico de Roma, Roma                                     |                                                                    |
|                                                  | Asparuhov 87' | Reporte   |          | Asistencia: 2.336 espectadores Árbitro(s): Giuseppe Adami (Italia) | Asistencia: 2.336 espectadores Árbitro(s): Giuseppe Adami (Italia) |
| Bulgaria ganó por 5-4 en el global (3 partidos). |               |           |          |                                                                    |                                                                    |

## Primera fase (Octavos de final)
Al igual que en la Eurocopa anterior, los encuentros de octavos y cuartos de final se jugaron a dos partidos. Por lo tanto, los resultados que aparecen son la cantidad de goles convertidas en ambos partidos. A partir de semifinales, el resto de la Eurocopa se disputó en España.
|  | Octavos de final                       | Octavos de final                       | Octavos de final                       | Octavos de final                       |   |                 | Cuartos de final                             | Cuartos de final                             | Cuartos de final                             | Cuartos de final                             |  |               | Semifinales         | Semifinales         | Semifinales         |                |                              | Final                        | Final                        | Final               |  |
|  | 30 de mayo al 10 de septiembre de 1963 | 30 de mayo al 10 de septiembre de 1963 | 30 de mayo al 10 de septiembre de 1963 | 30 de mayo al 10 de septiembre de 1963 |   |                 | 4 de diciembre de 1963 al 27 de mayo de 1964 | 4 de diciembre de 1963 al 27 de mayo de 1964 | 4 de diciembre de 1963 al 27 de mayo de 1964 | 4 de diciembre de 1963 al 27 de mayo de 1964 |  |               | 17 de junio de 1964 | 17 de junio de 1964 | 17 de junio de 1964 |                |                              | 21 de junio de 1964          | 21 de junio de 1964          | 21 de junio de 1964 |  |
|  |                                        |                                        |                                        |                                        |   |                 |                                              |                                              |                                              |                                              |  |               |                     |                     |                     |                |                              |                              |                              |                     |  |
|  |                                        |                                        |                                        |                                        |   |                 |                                              |                                              |                                              |                                              |  |               |                     |                     |                     |                |                              |                              |                              |                     |  |
|  | Irlanda                                | Irlanda                                | 0                                      | 3                                      |   |                 |                                              |                                              |                                              |                                              |  |               |                     |                     |                     |                |                              |                              |                              |                     |  |
|  | Irlanda                                | Irlanda                                | 0                                      | 3                                      |   |                 |                                              |                                              |                                              |                                              |  |               |                     |                     |                     |                |                              |                              |                              |                     |  |
|  | Austria                                | Austria                                | 0                                      | 2                                      |   |                 |                                              |                                              |                                              |                                              |  |               |                     |                     |                     |                |                              |                              |                              |                     |  |
|  | Austria                                | Austria                                | 0                                      | 2                                      |   | Irlanda         | Irlanda                                      | 1                                            | 0                                            |                                              |  |               |                     |                     |                     |                |                              |                              |                              |                     |  |
|  |                                        |                                        |                                        |                                        |   | Irlanda         | Irlanda                                      | 1                                            | 0                                            |                                              |  |               |                     |                     |                     |                |                              |                              |                              |                     |  |
|  |                                        |                                        | España                                 | España                                 | 5 | 2               |                                              |                                              |                                              |                                              |  |               |                     |                     |                     |                |                              |                              |                              |                     |  |
|  | Irlanda del Norte                      | Irlanda del Norte                      | España                                 | España                                 | 5 | 2               | 1                                            | 0                                            |                                              |                                              |  |               |                     |                     |                     |                |                              |                              |                              |                     |  |
|  | Irlanda del Norte                      | Irlanda del Norte                      |                                        |                                        |   |                 |                                              |                                              |                                              |                                              |  |               |                     |                     |                     |                |                              |                              |                              |                     |  |
|  | España                                 | España                                 | 1                                      | 1                                      |   |                 |                                              |                                              |                                              |                                              |  |               |                     |                     |                     |                |                              |                              |                              |                     |  |
|  | España                                 | España                                 | 1                                      | 1                                      |   |                 |                                              |                                              |                                              |                                              |  | España (t.s.) | España (t.s.)       | 2                   |                     |                |                              |                              |                              |                     |  |
|  |                                        |                                        |                                        |                                        |   |                 |                                              |                                              |                                              |                                              |  | España (t.s.) | España (t.s.)       | 2                   |                     |                |                              |                              |                              |                     |  |
|  |                                        |                                        | Hungría                                | Hungría                                | 1 |                 |                                              |                                              |                                              |                                              |  |               |                     |                     |                     |                |                              |                              |                              |                     |  |
|  | Hungría                                | Hungría                                | Hungría                                | Hungría                                | 1 | 2               | 3                                            |                                              |                                              |                                              |  |               |                     |                     |                     |                |                              |                              |                              |                     |  |
|  | Hungría                                | Hungría                                |                                        |                                        |   |                 |                                              |                                              |                                              |                                              |  |               |                     |                     |                     |                |                              |                              |                              |                     |  |
|  | Alemania Democrática                   | Alemania Democrática                   | 1                                      | 3                                      |   |                 |                                              |                                              |                                              |                                              |  |               |                     |                     |                     |                |                              |                              |                              |                     |  |
|  | Alemania Democrática                   | Alemania Democrática                   | 1                                      | 3                                      |   | Hungría         | Hungría                                      | 3                                            | 2                                            |                                              |  |               |                     |                     |                     |                |                              |                              |                              |                     |  |
|  |                                        |                                        |                                        |                                        |   | Hungría         | Hungría                                      | 3                                            | 2                                            |                                              |  |               |                     |                     |                     |                |                              |                              |                              |                     |  |
|  |                                        |                                        | Francia                                | Francia                                | 1 | 1               |                                              |                                              |                                              |                                              |  |               |                     |                     |                     |                |                              |                              |                              |                     |  |
|  | Francia                                | Francia                                | Francia                                | Francia                                | 1 | 1               | 0                                            | 3                                            |                                              |                                              |  |               |                     |                     |                     |                |                              |                              |                              |                     |  |
|  | Francia                                | Francia                                |                                        |                                        |   |                 |                                              |                                              |                                              |                                              |  |               |                     |                     |                     |                |                              |                              |                              |                     |  |
|  | Bulgaria                               | Bulgaria                               | 1                                      | 1                                      |   |                 |                                              |                                              |                                              |                                              |  |               |                     |                     |                     |                |                              |                              |                              |                     |  |
|  | Bulgaria                               | Bulgaria                               | 1                                      | 1                                      |   |                 |                                              |                                              |                                              |                                              |  |               |                     |                     |                     |                | España                       | España                       | 2                            |                     |  |
|  |                                        |                                        |                                        |                                        |   |                 |                                              |                                              |                                              |                                              |  |               |                     |                     |                     |                | España                       | España                       | 2                            |                     |  |
|  |                                        |                                        | Unión Soviética                        | Unión Soviética                        | 1 |                 |                                              |                                              |                                              |                                              |  |               |                     |                     |                     |                |                              |                              |                              |                     |  |
|  | Albania                                | Albania                                | Unión Soviética                        | Unión Soviética                        | 1 | 0               | 1                                            |                                              |                                              |                                              |  |               |                     |                     |                     |                |                              |                              |                              |                     |  |
|  | Albania                                | Albania                                |                                        |                                        |   |                 |                                              |                                              |                                              |                                              |  |               |                     |                     |                     |                |                              |                              |                              |                     |  |
|  | Dinamarca                              | Dinamarca                              | 4                                      | 0                                      |   |                 |                                              |                                              |                                              |                                              |  |               |                     |                     |                     |                |                              |                              |                              |                     |  |
|  | Dinamarca                              | Dinamarca                              | 4                                      | 0                                      |   | Dinamarca1      | Dinamarca1                                   | 3                                            | 2                                            |                                              |  |               |                     |                     |                     |                |                              |                              |                              |                     |  |
|  |                                        |                                        |                                        |                                        |   | Dinamarca1      | Dinamarca1                                   | 3                                            | 2                                            |                                              |  |               |                     |                     |                     |                |                              |                              |                              |                     |  |
|  |                                        |                                        | Luxemburgo                             | Luxemburgo                             | 3 | 2               |                                              |                                              |                                              |                                              |  |               |                     |                     |                     |                |                              |                              |                              |                     |  |
|  | Luxemburgo                             | Luxemburgo                             | Luxemburgo                             | Luxemburgo                             | 3 | 2               | 1                                            | 2                                            |                                              |                                              |  |               |                     |                     |                     |                |                              |                              |                              |                     |  |
|  | Luxemburgo                             | Luxemburgo                             |                                        |                                        |   |                 |                                              |                                              |                                              |                                              |  |               |                     |                     |                     |                |                              |                              |                              |                     |  |
|  | Países Bajos                           | Países Bajos                           | 1                                      | 1                                      |   |                 |                                              |                                              |                                              |                                              |  |               |                     |                     |                     |                |                              |                              |                              |                     |  |
|  | Países Bajos                           | Países Bajos                           | 1                                      | 1                                      |   |                 |                                              |                                              |                                              |                                              |  | Dinamarca     | Dinamarca           | 0                   |                     |                |                              |                              |                              |                     |  |
|  |                                        |                                        |                                        |                                        |   |                 |                                              |                                              |                                              |                                              |  | Dinamarca     | Dinamarca           | 0                   |                     |                |                              |                              |                              |                     |  |
|  |                                        |                                        | Unión Soviética                        | Unión Soviética                        | 3 |                 |                                              |                                              |                                              |                                              |  |               |                     |                     |                     |                |                              |                              |                              |                     |  |
|  | Italia                                 | Italia                                 | Unión Soviética                        | Unión Soviética                        | 3 | 0               | 1                                            |                                              |                                              |                                              |  |               |                     |                     |                     |                |                              |                              |                              |                     |  |
|  | Italia                                 | Italia                                 |                                        |                                        |   |                 |                                              |                                              |                                              |                                              |  |               |                     |                     |                     |                |                              |                              |                              |                     |  |
|  | Unión Soviética                        | Unión Soviética                        | 2                                      | 1                                      |   |                 |                                              |                                              |                                              |                                              |  |               |                     |                     |                     |                |                              |                              |                              |                     |  |
|  | Unión Soviética                        | Unión Soviética                        | 2                                      | 1                                      |   | Unión Soviética | Unión Soviética                              | 1                                            | 3                                            |                                              |  |               |                     |                     |                     |                | Partido por el tercer puesto | Partido por el tercer puesto | Partido por el tercer puesto |                     |  |
|  |                                        |                                        |                                        |                                        |   | Unión Soviética | Unión Soviética                              | 1                                            | 3                                            |                                              |  |               |                     |                     |                     |                | Partido por el tercer puesto | Partido por el tercer puesto | Partido por el tercer puesto |                     |  |
|  |                                        |                                        | Suecia                                 | Suecia                                 | 1 | 1               |                                              |                                              |                                              |                                              |  |               |                     |                     |                     |                |                              |                              |                              |                     |  |
|  | Suecia                                 | Suecia                                 | Suecia                                 | Suecia                                 | 1 | 1               | 0                                            | 3                                            |                                              |                                              |  |               |                     |                     |                     | Hungría (t.s.) | Hungría (t.s.)               | 3                            |                              |                     |  |
|  | Suecia                                 | Suecia                                 |                                        |                                        |   |                 |                                              |                                              |                                              |                                              |  |               |                     |                     |                     | Hungría (t.s.) | Hungría (t.s.)               | 3                            |                              |                     |  |
|  | Yugoslavia                             | Yugoslavia                             | 0                                      | 2                                      |   |                 |                                              |                                              |                                              |                                              |  |               |                     |                     |                     |                |                              | Dinamarca                    | Dinamarca                    | 1                   |  |
|  | Yugoslavia                             | Yugoslavia                             | 0                                      | 2                                      |   |                 |                                              |                                              |                                              |                                              |  |               |                     |                     |                     |                |                              | Dinamarca                    | Dinamarca                    | 1                   |  |
|  |                                        |                                        |                                        |                                        |   |                 |                                              |                                              |                                              |                                              |  |               |                     |                     |                     |                |                              |                              |                              |                     |  |

1: Dinamarca y Luxemburgo empataron 5-5 en el global y debieron jugar un tercer encuentro que el combinado danés ganó por 1-0.

### Ida
| 25 de septiembre de 1963, 19:30 | Austria | 0:0     | Irlanda | Praterstadion, Viena                                             |                                                                  |
|                                 |         | Reporte |         | Asistencia: 26.741 espectadores Árbitro(s): Gyula Gere (Hungría) | Asistencia: 26.741 espectadores Árbitro(s): Gyula Gere (Hungría) |

| 30 de mayo de 1963 | España      | 1:1 (0:0) | Irlanda del Norte | Estadio de San Mamés, Bilbao                                      |                                                                   |
|                    | Amancio 60' | Reporte   | Irvine 76'        | Asistencia: 27.960 espectadores Árbitro(s): Cesare Jonni (Italia) | Asistencia: 27.960 espectadores Árbitro(s): Cesare Jonni (Italia) |

| 19 de octubre de 1963, 14:30 | Alemania Democrática | 1:2 (0:1) | Hungría             | Walter-Ulbricht-Stadion, Berlín Este                                      |                                                                           |
|                              | Nöldner 51'          | Reporte   | Bene 18' Rákosi 88' | Asistencia: 33.383 espectadores Árbitro(s): Pyotr Belov (Unión Soviética) | Asistencia: 33.383 espectadores Árbitro(s): Pyotr Belov (Unión Soviética) |

| 29 de septiembre de 1963 | Bulgaria | 1:0 (1:0) | Francia | Estadio Nacional Vasil Levski, Sofía                             |                                                                  |
|                          | Diev 24' | Reporte   |         | Asistencia: 25.947 espectadores Árbitro(s): Faruk Talu (Turquía) | Asistencia: 25.947 espectadores Árbitro(s): Faruk Talu (Turquía) |

| 29 de junio de 1963 | Dinamarca                                              | 4:0 (3:0) | Albania | Idrætsparken, Copenague                                                  |                                                                          |
|                     | Petersen 18' (p) O. Madsen 25' Clausen 36' Enoksen 49' | Reporte   |         | Asistencia: 26.640 espectadores Árbitro(s): Johan Einar Boström (Suecia) | Asistencia: 26.640 espectadores Árbitro(s): Johan Einar Boström (Suecia) |

| 11 de septiembre de 1963, 20:00 | Países Bajos | 1:1 (1:1) | Luxemburgo | Estadio Olímpico de Ámsterdam, Ámsterdam                             |                                                                      |
|                                 | Nuninga 5'   | Reporte   | May 33'    | Asistencia: 36.523 espectadores Árbitro(s): Arthur Blavier (Bélgica) | Asistencia: 36.523 espectadores Árbitro(s): Arthur Blavier (Bélgica) |

| 13 de octubre de 1963, 19:00 | Unión Soviética              | 2:0 (2:0) | Italia | Estadio Central Lenin, Moscú                                            |                                                                         |
|                              | Ponedelnik 22' Chislenko 42' | Reporte   |        | Asistencia: 102.358 espectadores Árbitro(s): Ryszard Banasiuk (Polonia) | Asistencia: 102.358 espectadores Árbitro(s): Ryszard Banasiuk (Polonia) |

| 19 de junio de 1963 | Yugoslavia | 0:0     | Suecia | Estadio Partizan, Belgrado                                        |                                                                   |
|                     |            | Reporte |        | Asistencia: 45.098 espectadores Árbitro(s): Karl Kainer (Austria) | Asistencia: 45.098 espectadores Árbitro(s): Karl Kainer (Austria) |

### Vuelta
| 13 de octubre de 1963, 14:30       | Irlanda                           | 3:2 (1:1) | Austria                 | Dalymount Park, Dublín                                                |                                                                       |
|                                    | Cantwell 45', 89' (p) Fogarty 66' | Reporte   | Koleznik 38' Flögel 85' | Asistencia: 39.963 espectadores Árbitro(s): Einar Poulsen (Dinamarca) | Asistencia: 39.963 espectadores Árbitro(s): Einar Poulsen (Dinamarca) |
| Irlanda ganó por 3-2 en el global. |                                   |           |                         |                                                                       |                                                                       |

| 30 de octubre de 1963             | Irlanda del Norte | 0:1 (0:0) | España    | Windsor Park, Belfast                                                          |                                                                                |
|                                   |                   | Reporte   | Gento 66' | Asistencia: 45.809 espectadores Árbitro(s): Andries Van Leeuwen (Países Bajos) | Asistencia: 45.809 espectadores Árbitro(s): Andries Van Leeuwen (Países Bajos) |
| España ganó por 2-1 en el global. |                   |           |           |                                                                                |                                                                                |

| 3 de noviembre de 1963, 14:00      | Hungría                             | 3:3 (2:2) | Alemania Democrática          | Népstadion, Budapest                                                       |                                                                            |
|                                    | Bene 7' Sándor 17' Solymosi 51' (p) | Reporte   | Heine 12' Ducke 26' Erler 81' | Asistencia: 35.382 espectadores Árbitro(s): Borče Nedelkovski (Yugoslavia) | Asistencia: 35.382 espectadores Árbitro(s): Borče Nedelkovski (Yugoslavia) |
| Hungría ganó por 5-4 en el global. |                                     |           |                               |                                                                            |                                                                            |

| 26 de octubre de 1963              | Francia                    | 3:1 (1:0) | Bulgaria    | Parque de los Príncipes, París                                        |                                                                       |
|                                    | Goujon 44', 81' Herbin 78' | Reporte   | Yakimov 75' | Asistencia: 32.233 espectadores Árbitro(s): José María Ortiz (España) | Asistencia: 32.233 espectadores Árbitro(s): José María Ortiz (España) |
| Francia ganó por 3-2 en el global. |                            |           |             |                                                                       |                                                                       |

| 30 de octubre de 1963                | Albania | 1:0 (1:0) | Dinamarca | Qemal Stafa, Tirana                                                     |                                                                         |
|                                      | Pano 3' | Reporte   |           | Asistencia: 27.765 espectadores Árbitro(s): Joseph Cassar Naudi (Malta) | Asistencia: 27.765 espectadores Árbitro(s): Joseph Cassar Naudi (Malta) |
| Dinamarca ganó por 4-1 en el global. |         |           |           |                                                                         |                                                                         |

| 30 de octubre de 1963, 20:15          | Luxemburgo      | 2:1 (1:1) | Países Bajos | Stadion Feijenoord, Róterdam                                      |                                                                   |
|                                       | Dimmer 20', 67' | Reporte   | Kruiver 35'  | Asistencia: 42.385 espectadores Árbitro(s): Marcel Bois (Francia) | Asistencia: 42.385 espectadores Árbitro(s): Marcel Bois (Francia) |
| Luxemburgo ganó por 3-2 en el global. |                 |           |              |                                                                   |                                                                   |

| 10 de noviembre de 1963, 14:30  | Italia     | 1:1 (0:1) | Unión Soviética | Estadio Olímpico de Roma, Roma                                    |                                                                   |
|                                 | Rivera 89' | Reporte   | Gusarov 33'     | Asistencia: 69.567 espectadores Árbitro(s): Daniel Mellet (Suiza) | Asistencia: 69.567 espectadores Árbitro(s): Daniel Mellet (Suiza) |
| URSS ganó por 3-1 en el global. |            |           |                 |                                                                   |                                                                   |

| 18 de septiembre de 1963          | Suecia                    | 3:2 (1:1) | Yugoslavia            | Estadio de Malmö, Malmö                                              |                                                                      |
|                                   | Persson 30', 60' Bild 72' | Reporte   | Zambata 21' Galić 64' | Asistencia: 20.774 espectadores Árbitro(s): Jack Taylor (Inglaterra) | Asistencia: 20.774 espectadores Árbitro(s): Jack Taylor (Inglaterra) |
| Suecia ganó por 3-2 en el global. |                           |           |                       |                                                                      |                                                                      |

## Cuartos de final
| 11 de marzo de 1964 | España                                        | 5:1 (4:1) | Irlanda    | Estadio Ramón Sánchez Pizjuán, Sevilla                                  |                                                                         |
|                     | Amancio 12', 29' Fusté 15' Marcelino 33', 89' | Reporte   | McEvoy 22' | Asistencia: 27.137 espectadores Árbitro(s): Lucien Van Nuffel (Bélgica) | Asistencia: 27.137 espectadores Árbitro(s): Lucien Van Nuffel (Bélgica) |

| 8 de abril de 1964                | Irlanda | 0:2 (0:1) | España                | Dalymount Park, Dublín                                              |                                                                     |
|                                   |         | Reporte   | Perú Zaballa 25', 88' | Asistencia: 38.027 espectadores Árbitro(s): Gérard Versyp (Bélgica) | Asistencia: 38.027 espectadores Árbitro(s): Gérard Versyp (Bélgica) |
| España ganó por 7-1 en el global. |         |           |                       |                                                                     |                                                                     |

| 25 de abril de 1964, 15:00 | Francia    | 1:3 (0:2) | Hungría                   | Stade Olympique Yves-du-Manoir, Colombes                           |                                                                    |
|                            | Cossou 73' | Reporte   | Albert 15' Tichy 16', 70' | Asistencia: 35.274 espectadores Árbitro(s): Cesare Jonni (Francia) | Asistencia: 35.274 espectadores Árbitro(s): Cesare Jonni (Francia) |

| 23 de mayo de 1964, 17:30          | Hungría            | 2:1 (1:1) | Francia   | Népstadion, Budapest                                                   |                                                                        |
|                                    | Sipos 24' Bene 55' | Reporte   | Combin 2' | Asistencia: 70.120 espectadores Árbitro(s): Concetto Lo Bello (Italia) | Asistencia: 70.120 espectadores Árbitro(s): Concetto Lo Bello (Italia) |
| Hungría ganó por 5-2 en el global. |                    |           |           |                                                                        |                                                                        |

| 13 de mayo de 1964 | Suecia     | 1:1 (0:0) | Unión Soviética | Estadio Råsunda, Solna                                              |                                                                     |
|                    | Hamrin 88' | Reporte   | Ivanov 62'      | Asistencia: 36.937 espectadores Árbitro(s): Jim Finney (Inglaterra) | Asistencia: 36.937 espectadores Árbitro(s): Jim Finney (Inglaterra) |

| 27 de mayo de 1964, 19:00       | Unión Soviética                 | 3:1 (1:0) | Suecia     | Estadio Central Lenin, Moscú                                            |                                                                         |
|                                 | Ponedelnik 32', 56' Voronin 83' | Reporte   | Hamrin 78' | Asistencia: 99.609 espectadores Árbitro(s): Arthur Holland (Inglaterra) | Asistencia: 99.609 espectadores Árbitro(s): Arthur Holland (Inglaterra) |
| URSS ganó por 4-2 en el global. |                                 |           |            |                                                                         |                                                                         |

| 4 de diciembre de 1963 | Luxemburgo              | 3:3 (2:2) | Dinamarca              | Estadio Municipal, Luxemburgo                                        |                                                                      |
|                        | Pilot 1' Klein 23', 51' | Reporte   | O. Madsen 9', 31', 46' | Asistencia: 6.921 espectadores Árbitro(s): Pierre Schwinte (Francia) | Asistencia: 6.921 espectadores Árbitro(s): Pierre Schwinte (Francia) |

| 10 de diciembre de 1963                                                                  | Dinamarca          | 2:2 (1:1) | Luxemburgo             | Idrætsparken, Copenague                                               |                                                                       |
|                                                                                          | O. Madsen 16', 70' | Reporte   | Leónard 13' Schmit 84' | Asistencia: 36.294 espectadores Árbitro(s): Joseph Barberan (Francia) | Asistencia: 36.294 espectadores Árbitro(s): Joseph Barberan (Francia) |
| Dinamarca y Luxemburgo empataron 5-5. Desempate el 18 de diciembre de 1963 en Ámsterdam. |                    |           |                        |                                                                       |                                                                       |

| 18 de diciembre de 1963                           | Dinamarca     | 1:0 (1:0) | Luxemburgo | Estadio Olímpico de Ámsterdam, Ámsterdam                              |                                                                       |
|                                                   | O. Madsen 41' | Reporte   |            | Asistencia: 5.700 espectadores Árbitro(s): Piet Roomer (Países Bajos) | Asistencia: 5.700 espectadores Árbitro(s): Piet Roomer (Países Bajos) |
| Dinamarca ganó por 6-5 en el global (3 partidos). |               |           |            |                                                                       |                                                                       |

## Clasificados a la Eurocopa 1964
| Bandera de España     | Bandera de la Unión Soviética | Bandera de Hungría    | Bandera de Dinamarca  |
| España                | Unión Soviética               | Hungría               | Dinamarca             |
| Clasificado: 08/04/64 | Clasificado: 27/05/64         | Clasificado: 23/05/64 | Clasificado: 18/12/63 |

## Goleadores
| - Ole Madsen |

| - Ion Nunweiller (jugando contra España) |